# مايا ريتر
مايا ريتر هي ممثلة كندية، ولدت في 9 نوفمبر 1993 بكيلونا في كندا.

## وصلات خارجية
- مايا ريتر على موقع IMDb (الإنجليزية)
- مايا ريتر على موقع قاعدة بيانات الفيلم (الإنجليزية)